# Kanton Ustaritz
Kanton Ustaritz (francouzsky Canton d'Ustaritz) je francouzský kanton v departementu Pyrénées-Atlantiques v regionu Akvitánie. Tvoří ho devět obcí.

## Obce kantonu
- Ahetze
- Arbonne
- Arcangues
- Bassussarry
- Halsou
- Jatxou
- Larressore
- Saint-Pée-sur-Nivelle
- Ustaritz